# Gruppo della Sinistra democratica e repubblicana
Il Gruppo della Sinistra democratica e repubblicana (in francese: Groupe de la Gauche démocrate et républicaine), spesso abbreviato come GDR è un gruppo parlamentare francese presente all'Assemblea nazionale, che comprende i parlamentari del Partito Comunista Francese insieme a quelli di alcuni partiti di sinistra dei territori francesi d'oltremare.